# St. John's-Est
Circonscription électorale fédérale du Canada
St. John's-Est ((en) St. John's East, auparavant St. John's-Nord) est une circonscription électorale fédérale canadienne dans la province de Terre-Neuve-et-Labrador. Elle comprend la portion nord et est de la ville de St. John's et ses alentours, ainsi que l'île Bell, dans le nord-est de la péninsule Avalon de l'île de Terre-Neuve.
Les circonscriptions limitrophes sont Avalon et St. John's-Sud—Mount Pearl.

## Historique
La circonscription de St. John's-Est a été créée en 1949 lorsque Terre-Neuve devint une province de la Confédération canadienne.

## Députés
| Législature     | Années        | Député | Député              | Parti                     |
| --------------- | ------------- | ------ | ------------------- | ------------------------- |
| St. John's-Est  |               |        |                     |                           |
| 21e             | 1949–1953     |        | Gordon Higgins (en) | Progressiste-conservateur |
| 22e             | 1953–1957     |        | Allan Fraser (en)   | Libéral                   |
| 23e             | 1957–1958     |        | James McGrath (en)  | Progressiste-conservateur |
| 24e             | 1958–1962     |        | James McGrath (en)  | Progressiste-conservateur |
| 25e             | 1962–1963     |        | James McGrath (en)  | Progressiste-conservateur |
| 26e             | 1963–1965     |        | Joseph O'Keefe (en) | Libéral                   |
| 27e             | 1965–1968     |        | Joseph O'Keefe (en) | Libéral                   |
| 28e             | 1968–1972     |        | James McGrath (en)  | Progressiste-conservateur |
| 29e             | 1972–1974     |        | James McGrath (en)  | Progressiste-conservateur |
| 30e             | 1974–1979     |        | James McGrath (en)  | Progressiste-conservateur |
| 31e             | 1974–1980     |        | James McGrath (en)  | Progressiste-conservateur |
| 32e             | 1980–1984     |        | James McGrath (en)  | Progressiste-conservateur |
| 33e             | 1984–1986     |        | James McGrath (en)  | Progressiste-conservateur |
| 33e             | 1987-1988     |        | Jack Harris         | Néo-démocrate             |
| 34e             | 1988–1993     |        | Ross Reid (en)      | Progressiste-conservateur |
| 35e             | 1993–1997     |        | Bonnie Hickey (en)  | Libéral                   |
| 36e             | 1997–2000     |        | Norman Doyle        | Progressiste-conservateur |
| 37e             | 2000–2003     |        | Norman Doyle        | Progressiste-conservateur |
| 37e             | 2003-2004     |        | Norman Doyle        | Conservateur              |
| St. John's-Nord |               |        |                     |                           |
| 38e             | 2004–2006     |        | Norman Doyle        | Conservateur              |
| St. John's-Est  |               |        |                     |                           |
| 39e             | 2006–2008     |        | Norman Doyle        | Conservateur              |
| 40e             | 2008–2011     |        | Jack Harris         | Néo-démocrate             |
| 41e             | 2011–2015     |        | Jack Harris         | Néo-démocrate             |
| 42e             | 2015–2019     |        | Nick Whalen         | Libéral                   |
| 43e             | 2019–2021     |        | Jack Harris         | Néo-démocrate             |
| 44e             | 2021–2025     |        | Joanne Thompson     | Libéral                   |
| 45e             | 2025–en cours |        | Joanne Thompson     | Libéral                   |

## Résultats électoraux
Modèle:Élection générale canadienne de 2025 — St. John's-Est
|       | Candidat             | Parti        | # de voix | % des voix |
|       | Deanne Stapleton     | Conservateur | +02 902,  | 6,53 %     |
|       | Nick Whalen          | Libéral      | +20 771,  | 46,77 %    |
|       | (x) Jack Harris      | NPD          | +20 113,  | 45,28 %    |
|       | David Anthony Peters | Vert         | +00490,   | 1,1 %      |
|       | Sean Burton          | Communiste   | +00139,   | 0,31 %     |
| Total | Total                | Total        | 44 415    | 100 %      |

|       | Candidat        | Parti        | # de voix | % des voix |
|       | Jerry Byrne     | Conservateur | +09 198,  | 20,87 %    |
|       | John Allan      | Libéral      | +03 019,  | 6,85 %     |
|       | (x) Jack Harris | NPD          | +31 388,  | 71,22 %    |
|       | Robert Miller   | Vert         | +00467,   | 1,06 %     |
| Total | Total           | Total        | 44 072    | 100 %      |

|       | Candidat           | Parti                     | # de voix | % des voix |
|       | Craig Westcott     | Conservateur              | +03 836,  | 9,26 %     |
|       | Walter Noel        | Libéral                   | +05 211,  | 12,58 %    |
|       | Jack Harris        | NPD                       | +30 881,  | 74,55 %    |
|       | Howard Story       | Vert                      | +00570,   | 1,38 %     |
|       | Les Coultas        | Newfoundland and Labrador | +00347,   | 0,84 %     |
|       | Shannon John Tobin | Progressiste              | +00578,   | 1,4 %      |
| Total | Total              | Total                     | 41 423    | 100 %      |